# Преваранти (филм из 2003)
Преваранти (енгл. Matchstick Men) америчка је крими црна комедија из 2003. у режији Ридлија Скота. Сценарио су написали Тед и Николас Грифин. У филму играју Николас Кејџ, Сем Роквел, Алисон Ломан и Брус Мекгил.
Рој је преварант који ради на великом послу са својим партнером Френком. Међутим, његов живот се неочекивано окреће када му се појави отуђена ћерка Анђела, која тражи од њега да се морално поправи.

## Радња
Рој Волер је преварант који живи у Лос Анђелесу. Заједно са својим партнером и штићеником Франком Меркером, Рој организује лажне лутрије продајући системе за филтрирање воде по надуваним ценама купцима који ништа не сумњају. Рој пати од опсесивно-компулзивног поремећаја (ОКП) и нервног тика. Плаши се прљавштине, инсеката, прашине и своју кућу одржава у савршеној чистоћи, а напади се интензивирају након почињених злочина. Када доживи још један напад ОКП, Френк предлаже да посети психијатра др Хариса Клајна.
Клајн даје Роју лек и нуди му терапију да обнови своју прошлу везу са Хедер, његовом бившом женом која је била трудна у време развода. Клајн преноси да је по Ројевим упутствима Хедер назвала и сазнала да Рој има 14-годишњу ћерку Анђелу. Рои и Ангела се упознају. Анђела крши сва Ројева правила, али му то чини добро и чини да се осећа боље. Као резултат тога, Рој пристаје да ради са Френком на дугорочној превари: њихова мета је арогантни бизнисмен Чак Фрешет.
Једне ноћи, Анђела неочекивано стиже у Ројеву кућу, говорећи да се посвађала са мајком, и одлучује да остане за викенд пре него што се врати у школу. Анђела истражује Ројеве ствари и тера га да поново размисли о свом животу, што он помиње током терапије Клајну. Једног дана, Анђела се враћа кући касно увече, што доводи до свађе са Ројем. Током вечере, Рој признаје да је преварант и невољно пристаје да подучи Анђелу свом занату. Њих двоје одлазе у локалну перионицу и намештају добитак на лутрији једној старици, а она са Анђелом дели половину свог очекиваног добитка; међутим, Рој је приморава да врати новац.
Рој кугла са Анђелом, али их прекида Френк, који каже да се Чаков датум лета на Кајмане променио: одлази данас уместо у петак како је планирано. Пошто је остало још мало времена, Рој невољно дозвољава Анђели да учествује у превари и одврати Чака; међутим, након што је превара извучена, Чак схвата шта се догодило и јури обојицу у гаражу док не успеју да побегну. Рој тада сазнаје да је Анђела ухапшена годину дана раније и тражи од њега да престане да га зове.
Без Анђеле, Ројев безброј фобија се поново појављује, а током још једног избијања ОКП-а, он на крају сазнаје да је Клајнов лек плацебо. Рој, на Франково запрепаштење, каже да му је потребна Анђела у свом животу, али ће морати да промени начин живота. Једне вечери, Рој и Анђела се враћају са вечере и виде Чака како их чека са пиштољем и тешко претученог Френка како лежи у близини. Анђела пуца у Чака, а Рој њу и Френка сакрива док се ситуација не реши. Док се Рој спрема да се побрине за Чаково тело, Чак изненада оживи и нокаутира Роја.
Рој се буди у болници, где га полиција обавештава да је Чак умро од пуцња, а да су Френк и Анђела нестали. Клајн се појављује и Рој му даје лозинку за велики сеф, наређујући му да да новац Анђели када је пронађу. Рој се касније буди и открива да је "полиција" нестала, његова "болничка соба" је заправо контејнер за терет на врху гараже, канцеларија "др Клајна" је празна, а Ројеве значајне уштеђевине су нестале. Када почиње да схвата да га је Френк увукао у дугу превару, Рој се вози до Хедер (коју није видео годинама) у потрази за Анђелом. Рој сазнаје истину: Хедер је имала побачај. Анђела не постоји: девојка за коју је мислио да је његово дете заправо је била Френков саучесник.
Годину дана касније, Рој ради као продавац у локалној продавници тепиха у коју Анђела и њен дечко залутају једног дана. Рој решава ствари са Анђелом, која је много старија него што је мислио, али јој на крају опрашта, схватајући да је много срећнији што је искрена особа. Анђела открива да није добила свој део од Френка и да је то била једина превара у коју је икада била умешана. Анђела каже „Видимо се тата“ док она и њен дечко одлазе. Рој се враћа кући својој новој жени, Кејти, која је трудна са његовим дететом.